# Coptopteryx fallax
Coptopteryx fallax es una especie de mantis de la familia Coptopterygidae.

## Distribución geográfica
Se encuentra en Brasil y Paraguay.